# Down Survey

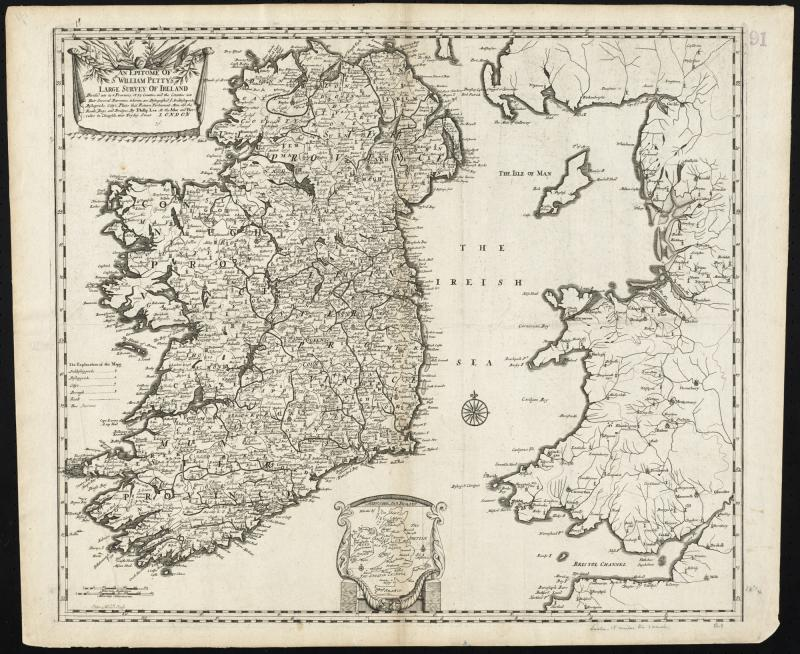
"Down Survey" de Irlanda realizado por William Petty, expresado en un mapa (circa 1690)

El Down Survey se refiere a la creación de un mapa topográfico de Irlanda que identificaba las tierras que habían sido confiscadas a los colonos irlandeses durante las guerras confederadas, y que posteriormente sirvió como referencia para redistribuirlas a los soldados ingleses que habían prestado un servicio militar sobresaliente en el conflicto. El mapa fue llevado a cabo bajo la supervisión del científico inglés William Petty en 1655 y 1656.
Al parecer Petty lo llamó Down Survey debido a que por primera vez los datos se "anotaban" directamente sobre el mapa (en inglés "set down in maps"); y también se lo denominó "admeasurement down"; así lo refiere Petty en su testamento. Para la realización del mapa se utilizó el Civil Survey, un catastro que recopilaba entre otras cosas los títulos de propiedad de las tierras irlandesas, y que se elaboró durante 1654 a 1656.

## Preludio
En agosto de 1649 el Nuevo Ejército Modelo dirigido por Oliver Cromwell, marchó hacia Irlanda para reocupar el país luego de la rebelión del 41, conquista que se completó en 1652. El ejército de Cromwell se alzó y apoyó con dinero de individuos privados, subscrito con la seguridad de 2,500,000 acres (10,000 km²) de tierras irlandesas que serían confiscadas al cierre de la rebelión. Acercamiento que se facilitó por el acta de los aventureros de 1642, la cual decía que los acreedores podrían reclamar sus deudas recibiendo tierras confiscadas en Irlanda.
El Acta para el asentamiento de Irlanda de 1652 facilitaba la confiscación y redistribución de las tierras de los irlandeses derrotados, en su mayoría Católicos Confederados, los cuales se opusieron a Cromwell y apoyaron a los Realistas. Los soldados Parlamentaristas que sirvieron en Irlanda tenían derecho al reparto de las tierras confiscadas, como parte de su sueldo, el cual el Parlamento largo era incapaz de abonar al completo. También se previó que las tierras se entregasen a un tercer grupo que consistía en colonizadores llegados de Inglaterra y de América. Los terratenientes serían transportados hacia Connaught y a otras provincias.

## Iniciación del Survey
Se requería un preciso seguimiento de las tierras para facilitar la retribución. Benjamin Worsley, el perito general de seguimientos, había hecho uno en 1653 notablemente errado. William Petty, por entonces un físico con rango de general en el ejército irlandés, en un abandono de su posición de profesor de anatomía en el instituto Brasenose College, en Oxford, localizó los defectos del anterior mapa y sugirió remedios. Petty Se ofreció a llevar a cabo un nuevo seguimiento que concluiría con rapidez, alrededor de unos 13 meses, más económico que la propuesta del perito general, y realizaría un mapa general del país. A pesar de las objeciones de Worsley, el contrato con Petty se firmó el 24 de diciembre de 1654.

## Metodología del Survey
Se emplearon a más de 1000 hombres y se llevó a cabo con la rapidez prometida, no mediante la introducción de un nuevo método científico, sino con la cuidadosa dirección de los numerosos subordinados entre los que se adjudicó la tarea. En lugar de usar peritos experimentados, Petty completó el proyecto contratando a soldados que ahora se encontraban desempleados y cobraban sueldos inferiores. Para que los soldados sin experiencia completasen la tarea, diseñó y construyó una serie de simples instrumentos. Tan sólo se les requería que anotasen la posición de las características naturales y que luego usasen la cuerda que se les proprorcionó para medir las distancias. Así los cartógrafos profesionales, volcaban la información obtenida en una plantilla de papel en una oficina central de Dublín.
El método usado consistía en topografiar los límites de las parroquias, los bloques de pueblos que se encontraban entre esos límites no solían detallarse. Generalmente se usó la escala de 40 perches irlandeses a una pulgada (en ocasiones 80 perches), un perch equivalente a 21 pies (6.4 m). Este método de topografiar la tierra se usó ampliamente en la Irlanda rural hasta el siglo XIX y ordenando los detalles precisos se lo confirió a la profesión legal. Como resultado, se considera que el Down Survey es preciso en un 87%.